# Sistema de alerta temprana

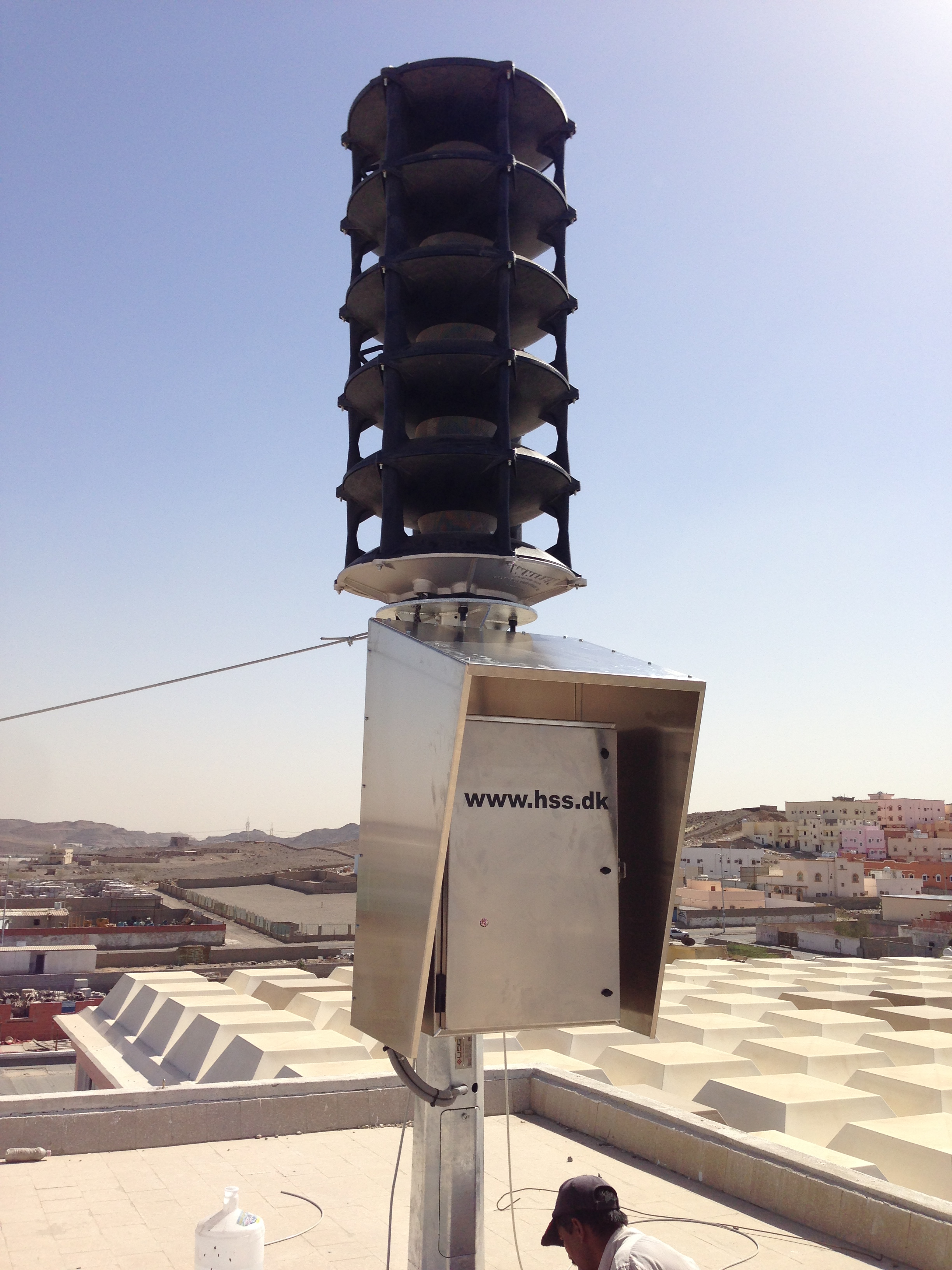
Sirenas electrónicas de alerta de HSS Engineering modelo TWS 295 Sirena de Defensa Civil.

Un sistema de alerta temprana se puede implementar como una cadena de sistemas de comunicación de información y comprende sensores, detección de eventos y subsistemas de decisión. Estos sistemas trabajan juntos para pronosticar y señalar perturbaciones que afectan negativamente la estabilidad del mundo físico, proporcionando tiempo para que el sistema de respuesta se prepare para el evento adverso y minimice su impacto.
Para ser efectivos, los sistemas de alerta temprana deben involucrar activamente a las comunidades en riesgo, facilitar la educación pública y la conciencia de los riesgos, difundir de manera efectiva las alertas y advertencias y garantizar un estado constante de preparación. Un sistema de alerta temprana completo y eficaz admite cuatro funciones principales: análisis de riesgos, seguimiento y alerta; difusión y comunicación; y capacidad de respuesta.

## Aplicaciones
El análisis de riesgos implica la recopilación sistemática de datos y la realización de evaluaciones de riesgos de peligros y vulnerabilidades predefinidos. El monitoreo y la alerta implican un estudio de los factores que indican que un desastre es inminente, así como los métodos utilizados para detectar estos factores. La difusión y la comunicación se refieren a comunicar la información de riesgo y las advertencias para llegar a las personas en peligro de una manera clara y comprensible. Por último, una capacidad de respuesta adecuada requiere la elaboración de un plan de respuesta nacional y comunitario, la prueba del plan y la promoción de la preparación para garantizar que las personas sepan cómo responder a las advertencias.
Un sistema de alerta temprana es más que un sistema de alerta, que es simplemente un medio por el cual se puede difundir una alerta al público.

### Para la adaptación al cambio climático
Debido a los cambios en el clima extremo y al aumento del nivel del mar, debido al cambio climático, la ONU ha recomendado los sistemas de alerta temprana como elementos clave de la adaptación al cambio climático y la gestión del riesgo climático. El IPCC también recomienda los sistemas de alerta temprana para la gestión de riesgos y como medida de adaptación. Las inundaciones, los ciclones y otros fenómenos meteorológicos extremos que cambian rápidamente pueden hacer que las comunidades de las zonas costeras, a lo largo de las zonas de inundación y dependientes de la agricultura sean muy vulnerables a los fenómenos extremos. Con este fin, la ONU está ejecutando una alianza titulada Riesgo climático y sistemas de alerta temprana para ayudar a desarrollar sistemas de alerta desatendidos en países de alto riesgo.
Los países europeos también han visto sistemas de alerta temprana que ayudan a las comunidades a adaptarse a la sequía, las olas de calor, las enfermedades, los incendios y otros efectos relacionados del cambio climático. De manera similar, la OMS recomienda sistemas de alerta temprana para prevenir aumentos en la morbilidad relacionada con las olas de calor y los brotes de enfermedades.

### Alerta meteorológica en Europa
Meteoalarm es un sitio web desarrollado por la red de servicios meteorológicos europeos EUMETNET con respaldo de la Organización Meteorológica Mundial (OMM) con el fin de coordinar la emisión de alertas de fenómenos meteorológicos adversos (como precipitaciones fuertes, tormentas, temporales de viento, olas de calor, incendios, nieblas, nevadas o frío intenso) o de fenómenos causados o influidos por ellos (como inundaciones, aludes, incendios forestales o fenómenos costeros extremos).
Los 38 países cuyos servicios meteorológicos nacionales son miembros de EUMETNET son: Alemania, Austria, Bélgica, Bosnia y Herzegovina, Bulgaria, Chipre, Croacia, Dinamarca, Eslovaquia, Eslovenia, España, Estonia, Finlandia, Francia, Grecia, Hungría, Irlanda, Islandia, Israel, Italia, Letonia, Lituania, Luxemburgo, Macedonia del Norte, Malta, Moldavia, Montenegro, Noruega, PaísesBajos, Polonia, Portugal, ReinoUnido, República Checa, Rumania, Serbia, Suecia, Suiza y Ucrania.

#### Umbrales y niveles de adversidad
Meteoalarm presenta un mapa de Europa coloreado con cuatro niveles de alerta y acompañado por una leyenda con la lista de países y símbolos que indican el tipo de alerta y su nivel más alto dentro del territorio de cada país. A su vez, se puede seleccionar un país para ver información más detallada del mismo y de sus zonas de predicción meteorológica.
Los niveles de alerta son:
| Color    | Nivel de riesgo |
| -------- | --- |
| blanco   | Sin datos o con datos insuficientes o dudosos. |
| verde    | No se requiere especial atención |
| amarillo | Tiempo meteorológico con riesgo potencial. Los fenómenos pronosticados no son infrecuentes, pero debe prestarse atención si se practican actividades expuestas a riesgos de tipo meteorológico. Se recomienda mantenerse informado sobre las condiciones meteorológicas que se esperan y estar atento a cualquier riesgo evitable. |
| naranja  | El tiempo es peligroso. Se han pronosticado fenómenos meteorológicos inusuales. Es probable que se produzcan daños materiales o accidentes. Este atento y manténgase informado regularmente de las condiciones meteorológicas previstas, así como de los riesgos que pudieran ser inevitables. Siga los consejos dados por las autoridades. |
| rojo     | El tiempo es muy peligroso. Se han pronosticado fenómenos meteorológicos excepcionalmente intensos. Existen grandes riesgos de daños materiales y personales, con frecuencia sobre áreas extensas. Deben tomarse precauciones extremas. Mantenerse frecuentemente informado con detalle sobre las condiciones meteorológicas esperadas y sus riesgos. Deben seguirse las órdenes y recomendaciones de las autoridades en todas las circunstancias estando preparados para medidas extraordinarias. |

## Historia
Desde el tsunami del Océano Índico del 26 de diciembre de 2004, ha surgido un gran interés en desarrollar sistemas de alerta temprana. Sin embargo, los sistemas de alerta temprana se pueden utilizar para detectar una amplia gama de eventos, como colisiones de vehículos, lanzamientos de misiles, brotes de enfermedades, etc. 